# Anglo-Afghanische Kriege
Die anglo-afghanischen Kriege waren drei militärische Interventionen des Britischen Weltreichs in Afghanistan zwischen 1839 und 1919. Ziel dieser Kriege war es, die britische Vormachtstellung in diesem Raum zu sichern und den Expansionsbestrebungen des Russischen Reiches Einhalt zu gebieten. Die Anglo-Russische Rivalität wird auch als The Great Game bezeichnet. Im Zuge der Kriege wurde die afghanische Hauptstadt Kabul mehrfach von britischen Truppen besetzt. Die Kriege endeten mit der britischen Anerkennung Afghanistans als souveränem Staat.
- Erster Anglo-Afghanischer Krieg (1839 bis 1842)
- Zweiter Anglo-Afghanischer Krieg (1878 bis 1880)
- Dritter Anglo-Afghanischer Krieg (1919)